# مسابقات فرمول یک فصل ۱۹۶۱

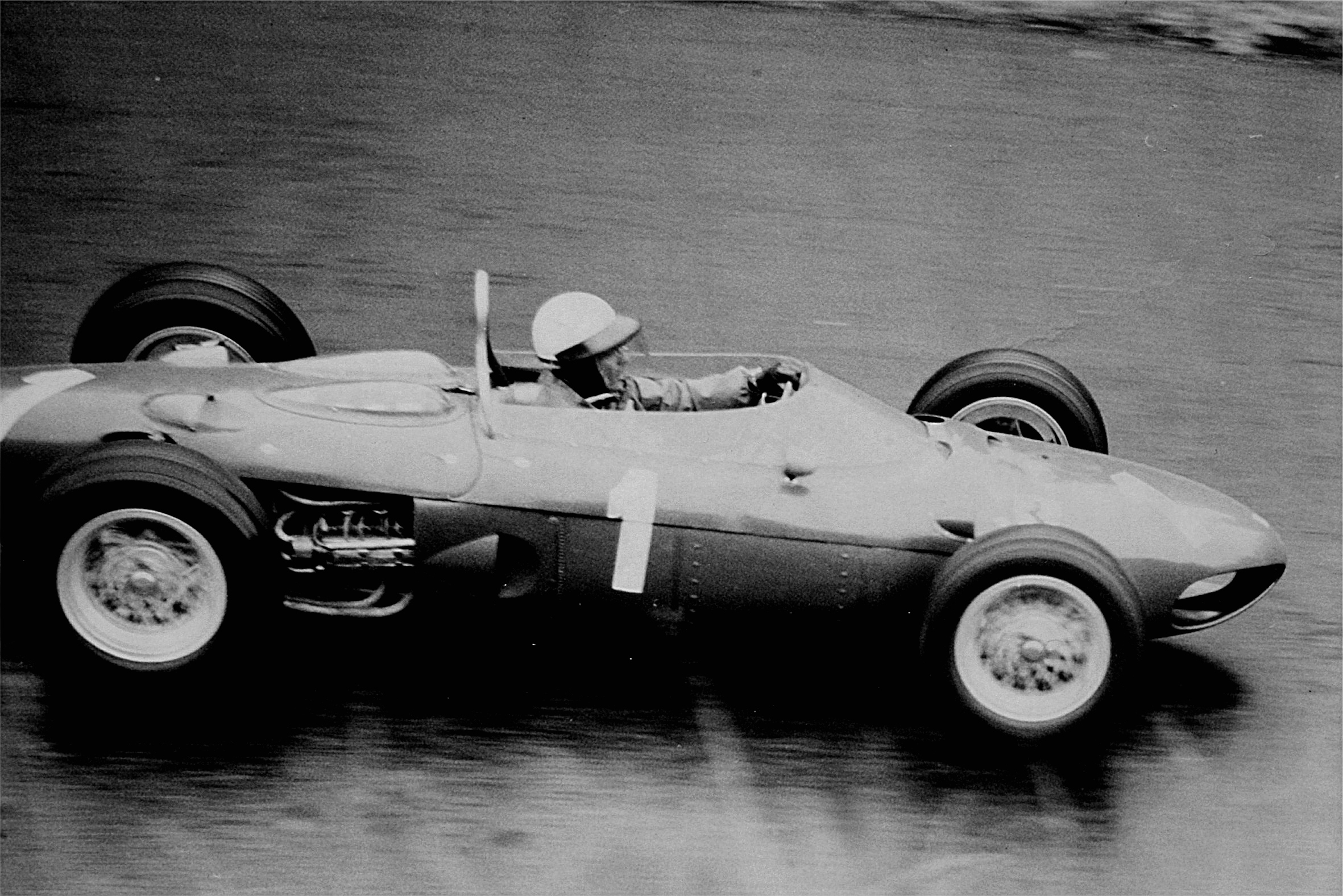
مسابقات فرمول یک فصل ۱۹۶۱

مسابقات فرمول یک فصل ۱۹۶۱ در سال ۱۹۶۱ میلادی برگزار شد. در این مسابقات فیل هیل (به انگلیسی: Phil Hill) از تیم اسکودریا فراری و با خودروی فراری به قهرمانی رسید وی که در آغاز مسابقه در خط ۵ قرار داشت، بهترین زمان خود را در دور ۲ به دست آورد و در مجموع صاحب ۳۴ امتیاز شد.